# Матінкок (Нью-Йорк)
Матінкок (англ. Matinecock) — селище (англ. village) в США, в окрузі Нассау штату Нью-Йорк. Населення — 847 осіб (2020).

## Географія
Матінкок розташований за координатами 40°51′30″ пн. ш. 73°35′1″ зх. д. / 40.85833° пн. ш. 73.58361° зх. д. (40.858436, -73.583658).  За даними Бюро перепису населення США в 2010 році селище мало площу 6,90 км², з яких 6,88 км² — суходіл та 0,01 км² — водойми.

## Демографія
Згідно з переписом 2010 року, у селищі мешкало 810 осіб у 272 домогосподарствах у складі 222 родин. Густота населення становила 117 осіб/км².  Було 323 помешкання (47/км²).
Расовий склад населення:
| - 94,7 % — білих - 2,0 % — азіатів - 1,9 % — чорних або афроамериканців |

До двох чи більше рас належало 0,9 %. Частка іспаномовних становила 6,2 % від усіх жителів.
За віковим діапазоном населення розподілялося таким чином: 26,8 % — особи молодші 18 років, 54,8 % — особи у віці 18—64 років, 18,4 % — особи у віці 65 років та старші. Медіана віку мешканця становила 45,5 року. На 100 осіб жіночої статі у селищі припадало 101,0 чоловіків;  на 100 жінок у віці від 18 років та старших — 95,1 чоловіків також старших 18 років.
Середній дохід на одне домашнє господарство  становив 310 145 доларів США (медіана — 166 375), а середній дохід на одну сім'ю — 347 137 доларів (медіана — 226 528). За межею бідності перебувало 2,6 % осіб, у тому числі 1,7 % дітей у віці до 18 років та 0,0 % осіб у віці 65 років та старших.
Цивільне працевлаштоване населення становило 336 осіб. Основні галузі зайнятості: фінанси, страхування та нерухомість — 27,4 %, науковці, спеціалісти, менеджери — 16,4 %, освіта, охорона здоров'я та соціальна допомога — 16,1 %.